# 長崎市立桜ヶ丘幼稚園
長崎市立桜ヶ丘幼稚園（ながさきしりつ さくらがおかようちえん, Nagasaki City Sakuragaoka Kindergarten）は、長崎県長崎市桜馬場二丁目にあった公立幼稚園。2012年（平成24年）3月31日に閉園。

## 概要
教育目標
「やさしさ・明るさ・やる気いっぱいのさくらっこ」
園章
桜の花の中央に赤色の「幼」の文字を配している。
園歌
作詞は吉富新一、作曲は伊藤英一による。3番まであり、各番とも「桜ヶ丘の幼稚園」で終わる。

## 沿革
- 1886年（明治19年）
  - 6月4日 - 「長崎県師範学校女子部[2]附属幼稚園」が設置。
  - 6月29日 - 師範学校の改称に伴い、「長崎県尋常師範学校附属幼稚園」と改称。
- 1889年（明治22年）5月7日 - 上長崎村桜馬場郷（現・長崎市桜馬場）に移転。
- 1898年（明治31年）4月1日 - 「長崎県師範学校附属幼稚園」と改称。
- 1908年（明治41年）4月15日 - 「長崎県女子師範学校附属幼稚園」と改称し、立山に移転。
- 1923年（大正12年）3月31日 - 長崎県女子師範学校とともに、桜馬場に移転。
- 1934年（昭和9年）
  - 3月31日 - 長崎県女子師範学校の大村市移転により、閉園。
  - 4月1日 - 桜馬場地区の幼児・保護者並びに地域有志の希望により、「私立桜ヶ丘幼稚園」として継続。
- 1938年（昭和13年）11月1日 - 長崎市に移管され、「長崎市立桜ヶ丘幼稚園」（現園名）となる。長崎市立高等女学校校長が園長を兼任。
- 1949年（昭和24年）4月1日 - 兼任園長制から専任園長制となる。
- 1965年（昭和40年）9月30日 - 長崎市立桜馬場中学校職業科教室跡に新園舎が完成し、移転。
- 1986年（昭和61年）11月1日 - 創立100周年記念式典を挙行。
- 2009年（平成21年）6月24日 - 園庭開放を開始。
- 2011年（平成23年）4月 - 園児の募集を停止。
- 2012年（平成24年）
  - 3月18日 - 閉園式を挙行。
  - 3月31日 - 閉園予定。125年の歴史に幕を下ろす。

## 著名な出身者
- カズオ・イシグロ[3]

## アクセス
最寄りの電停
- 長崎電気軌道　新中川町電停より徒歩10～15分ほど。

最寄りのバス停
- 長崎バス・県営バス　新中川町バス停より徒歩10～15分ほど。

最寄りの道路
- 国道34号

## 周辺
- 長崎県立鳴滝高等学校
- 長崎市立桜馬場中学校
- 長崎市立伊良林小学校
- シーボルト記念館

## 参考資料
- 「市制百年 長崎年表」（1989年（平成元年）4月1日, 長崎市役所）